# 피그말리온 (희극)
피그말리온(Pygmalion)은 조지 버나드 쇼의 희곡이다. 조지 버나드 쇼의 최고 흥행작으로 묘사된다. 오비디우스 〈변신〉에서 출발한 신화적 스토리가 연극, 영화, 드라마, 뮤지컬 등으로 계속해서 재생산되며 인기를 끄는 이유에 대해 해설했다. 이 책에만 특별히 마련한 별도 지면에서 작품을 다각적으로 감상하고 작품 관련 최신 연구 자료를 수시로 확인할 수 있다.

## 설명
로마 시인 오비디우스의 ≪변신≫에 등장하는 피그말리온 이야기에서 착안했다. 언어학자가 거리에서 꽃을 팔던 소녀를 데려다가 교육시켜 세련되고 우아한 귀부인으로 만들어 놓는다. 신화에선 피그말리온이 자신이 만든 조각상과 사랑에 빠지지만 쇼의 드라마에선 그런 일은 벌어지지 않는다. 이후 각색에서 남녀 주인공이 연인으로 맺어지는 낭만적인 결말이 시도되자 쇼는 따로 <후일담>을 써서 의도를 다시 한번 분명히 했다.
버나드 쇼와 〈피그말리온〉은 영국 사회의 다양한 현실 주제를 관념극 형태로 제시함으로써 극장을 토론의 장으로 만드는 일종의 개혁을 단행했다. 현학적인 대사와 길고 난해한 서문, 후일담으로 인해 종종 이해하기 어렵다는 비판을 받기도 하지만 쇼의 뛰어난 재치와 유머 감각 덕분에 <피그말리온>은 오락성과 흥행성을 담보하며 시공과 언어, 매체를 넘나들며 오늘까지도 사랑받고 있다. 뮤지컬, 영화, 라디오, 텔레비전 버전으로의 각색과 제작은 동시대뿐만 아니라 후대에도 영감을 불어넣으며 영국 연극의 경계를 확장하는 데 지대한 영향을 미쳤다고 평가된다. 조지프 바이젠바움은 자신이 만든 챗봇 컴퓨터 프로그램을 “일라이자”라고 명명했다.
이 희곡이 낯선 독자라도 영화 <마이 페어 레이디>와 <프리티 우먼>은 알고 있을지 모른다. 바로 <피그말리온>의 가장 유명한 각색이다. 전자에는 오드리 헵번이, 후자에는 줄리아 로버츠가 “거리에서 꽃을 파는 여자”로 분해 사랑스러운 매력으로 관객을 사로잡았다. 초연 흥행, 이후 각색 영화의 대중적 성공에서 보듯, <피그말리온>은 쇼의 가장 인기 있고 가장 사랑받는 작품이라 할 수 있다.
<피그말리온>의 낭만적 결말, 해석을 원천 봉쇄하려는 듯 길게 덧붙인 ‘서문’과 <후일담>은 쇼의 안티로맨티스트 면모를 가감 없이 보여 주는 듯하다. 하지만 쇼의 개혁주의 이면에는 분명 낭만적인 이상이 도사려 있다. 쇼를 “최후의 낭만주의자”라 부르기도 하는 이유다.
신화에서 출발한 스토리가 연극, 영화, 드라마, 뮤지컬 등으로 계속해서 재생산되며 인기를 끄는 이유를 책 말미, 해설에서 자세히 짚었다. 별도 지면을 할애해 작품을 좀 더 다각적으로 감상하고 작품 관련 최신 연구 성과를 수시로 확인할 수 있게 했다.